# Zhang Daqing
Zhang Daqing (张大庆) (né le 23 octobre 1969) est un astronome amateur chinois.

## Biographie
Zhang Daqing est originaire la province d'Henan.
Il est le co-découvreur avec Kaoru Ikeya de la comète périodique 153P/Ikeya-Zhang. Il est le premier astronome amateur chinois à avoir laissé son nom à une comète périodique. Il est aussi un constructeur de télescopes. Il découvrit la comète périodique 153P/Ikeya-Zhang à l'aide de son télescope fait-maison le 1er février 2002.